# Corbulidae
Corbulidés
Famille
Synonymes
Aloididae Thiele, 1935
Les Corbulidae (corbulidés en français) forment une famille de mollusques bivalves. Parmi les genres fossiles, les plus anciens remontent au Trias.

## Taxinomie
Selon World Register of Marine Species (20 octobre 2019), il y a 14 genres :  
- Anisocorbula Iredale, 1930
- Apachecorbula P. G. Oliver & Vestheim, 2015
- Caestocorbula Vincent, 1910 †
- Caryocorbula J. Gardner, 1926
- Corbula Bruguière, 1797
- Cuneocorbula Cossmann, 1886
- Erodona Bosc, 1801
- Hexacorbula Olsson, 1932
- Juliacorbula Olsson & Harbison, 1953
- Lentidium de Cristofori & Jan, 1832
- Panamicorbula Pilsbry, 1932
- Potamocorbula Habe, 1955
- Tenuicorbula Olsson, 1932
- Varicorbula Grant & Gale, 1931

Selon BioLib (20 octobre 2019), il y a six sous-familles :  
- Caestocorbulinae H. Vokes, 1945 †
- Caryocorbulinae H. Vokes, 1945
- Corbulinae Lamarck, 1818
- Erodoninae Winckworth, 1932
- Lentidiinae H. A. Vokes, 1945
- Pachydontinae H. Vokes, 1945 †

et un genre non classé :  
- Panamicorbula Pilsbry, 1932

Selon Paleobiology Database (20 octobre 2019), il y a 8 sous-familles :

Caestocorbulinae - Caryocorbulinae - Corbulamellinae - Corbulinae - Erodoninae - Lentidiinae - Lentidinae - Pachydontinae

et 23 genres non classés:

Aloides - Anticorbula - Antiquicorbula - Bicorbula - Bothrocorbula - Caryocorbula - Concentricavalva - Corbula - Cuneocorbula - Cuspicorbula - Eoursivivas - Erodona - Exallocorbula - Ficusocorbula - Hexacorbula - Indocorbula - Juliacorbula - Lhasanella - Nipponicorbula - Ostomya - Pachyrotunda - Panamicorbula - Pulsidis